# Phó Chánh án Tòa án nhân dân cấp cao (Việt Nam)
Phó Chánh án Tòa án nhân dân cấp cao là thành viên Ủy ban Thẩm phán Tòa án nhân dân cấp cao. Phó Chánh án Tòa án nhân dân cấp cao do Chánh án Tòa án nhân dân tối cao Việt Nam bổ nhiệm, miễn nhiệm, cách chức. Nhiệm kỳ của Phó Chánh án Tòa án nhân dân cấp cao là 5 năm, kể từ ngày được bổ nhiệm. Phó Chánh án Tòa án nhân dân cấp cao giúp Chánh án thực hiện nhiệm vụ theo sự phân công của Chánh án. Khi Chánh án vắng mặt, một Phó Chánh án được Chánh án ủy nhiệm lãnh đạo công tác của Tòa án. Phó Chánh án chịu trách nhiệm trước Chánh án về nhiệm vụ được giao. Phó Chánh án Tòa án nhân dân cấp cao thực hiện nhiệm vụ, quyền hạn theo quy định của luật tố tụng.